# Filip Peliwo
Filip Peliwo (* 30. ledna 1994 Vancouver) je polský profesionální tenista, který do roku 2022 reprezentoval rodnou Kanadu. Ve své dosavadní kariéře na okruhu ATP Tour nevyhrál žádný turnaj. Titulem na juniorce dvouhry Wimbledonu 2012 se stal historicky druhým Kanaďanem, který vyhrál dvouhru na grandslamu, včetně seniorských soutěží. O dva dny dříve se prvním takovým kanadským vítězem stala šampiónka dvouhry juniorek Eugenie Bouchardová. Následně se probojoval do čtvrtého grandslamového finále v řadě a na juniorce US Open 2012 získal druhý titul kariéry.
Zahrál si také finále juniorky na Australian Open 2012 a French Open 2012, z nichž odešel poražen. Na challengerech ATP a okruhu ITF získal třináct titulů ve dvouhře a pět ve čtyřhře.
Na žebříčku ATP byl ve dvouhře nejvýše klasifikován v květnu 2018 na 161. místě a ve čtyřhře pak v dubnu téhož roku na 321. místě. Po wimbledonském titulu se stal na juniorském žebříčku ITF světovou jedničkou ve dvouhře, jakožto první Kanaďan v historii. Trénuje ho Frederic Niemeyer. Dříve tuto roli plnili G. Marx, J. Robichaud a Martin Laurendeau.
V kanadském daviscupovém týmu debutoval v roce 2015 čtvrtfinálem světové skupiny proti Belgii, v němž prohrál obě dvouhry s Davidem Goffinem i Stevem Darcisem. Belgičané zvítězili 5:0 na zápasy. Do roku 2022 v soutěži nastoupil k jedinému mezistátnímu utkání s bilancí 0–2 ve dvouhře a 0–0 ve čtyřhře.

## Soukromý život
Narodil se roku 1994 v kanadském Vancouveru do rodiny polských imigrantů Markovi a Monice Peliwovým. Trénuje v montréalském National Training Centre. Dva jeho sourozenci se narodili v Polsku Hovoří polsky, anglicky a francouzsky.

## Finále na juniorském Grand Slamu

### Dvouhra: 4 (2–2)
| Stav      | Rok  | Turnaj          | Povrch | Soupeř ve finále | Výsledek      |
| --------- | ---- | --------------- | ------ | ---------------- | ------------- |
| Finalista | 2012 | Australian Open | tvrdý  | Luke Saville     | 6–3, 5–7, 6–4 |
| Finalista | 2012 | French Open     | antuka | Kimmer Coppejans | 6–1, 6–4      |
| Vítěz     | 2012 | Wimbledon       | tráva  | Luke Saville     | 7–5, 6–4      |
| Vítěz     | 2012 | US Open         | tvrdý  | Liam Broady      | 6–2, 2–6, 7–5 |